# Francesco Ranieri Martinotti
Francesco Ranieri Martinotti (Roma, 10 marzo 1959) è un regista, sceneggiatore, produttore cinematografico e scenografo italiano.

## Biografia
Con il film Abissinia, la sua opera prima, presentata alla Semaine de la Critique del 46º Festival di Cannes, vince il David di Donatello 1994 per il miglior regista esordiente. Nel gennaio dello stesso anno è inoltre uno tra i primi registi italiani presenti al Sundance Film Festival di Robert Redford. Nel 1995 scrive e produce il lungometraggio Cresceranno i carciofi a Mimongo, venendo candidato al David di Donatello per il miglior produttore.
Nel 1999 dirige Branchie, tratto dal primo romanzo di Niccolò Ammaniti e prodotto da Cecchi Gori Group. Dall'incontro con il produttore Mauro Berardi, insieme al quale ha realizzato i documentari collettivi Un altro mondo è possibile e Genova. Per noi, entrambi del 2001, nasce un'intensa collaborazione che lo porterà nel 2006 a Napoli, dove scrive e dirige il film Ti lascio perché ti amo troppo, esordio cinematografico di Alessandro Siani.
Il successivo film, La seconda volta non si scorda mai, ancora con Alessandro Siani, prodotto e distribuito dalla Mikado, ha come protagonista femminile Elisabetta Canalis. Nel 2009 fonda a Firenze il Festival France Odeon, rassegna di cinema francese in Italia, e ne diventa il direttore artistico. Co-fondatore delle Giornate degli autori - Venice Days di Venezia, ne coordina gli eventi paralleli.
Nel 2009 scrive, insieme a Steve Della Casa, il libro-intervista su Mario Monicelli Il mestiere del cinema, edito da Donzelli Editore. Dal 2008 al 2010 ha fatto parte del consiglio di amministrazione dell'European Film Academy presieduto da Wim Wenders.
Con il sostegno dell'Ambasciata di Francia in Italia ha creato "l'Atelier farnese", laboratorio di scrittura cinematografica italo-francese.
Nel 2012 realizza il documentario Furio Scarpelli: Il racconto prima di tutto, su uno dei più rappresentativi sceneggiatori italiani. Il film, presentato al Torino Film Festival, è stato candidato al Nastro d'argento.
Nel 2015 Il segreto d'Otello, documentario su uno dei locali storici della capitale, è stato presentato al Festival di Berlino, mentre Barbieri d'Italia, un viaggio nell'Italia di oggi attraverso i negozi dei maestri della rasatura, è stato trasmesso su Rai Tre nel gennaio 2015.
Per celebrare i 70 anni dell'Associazione Nazionale Autori Cinematografici, realizza nel 2021 il documentario L'onda lunga. Storia extra-ordinaria di un'associazione in cui si racconta l'attività della prima e più importante associazione degli autori italiani fondata da Zavattini, Amidei e altri maestri del cinema italiano. Il documentario partecipa alla 39ª edizione del Torino Film Festival.
Nel 2022 dirige Passione cinema, documentario sui rapporti tra il cinema italiano e francese, con Monica Bellucci, Fanny Ardant, Marco Bellocchio, Toni Servillo, Louis Garrel, Valeria Golino, Laura Morante, Valeria Bruni Tedeschi, Michel Hazanavicius. Il film è presentato nel quadro del Focus Italia-Francia della 79ª Mostra internazionale d'arte cinematografica di Venezia alla presenza di un eccezionale testimonial: lo scrittore Emmanuel Carrère.
Nel novembre 2015, in una cerimonia all'Istituto francese di Firenze, gli è consegnata dall'ambasciatrice di Francia Catherine Colonna l'onorificenza di "Chevalier de l'Ordre des Arts et des Lettres".
Si occupa anche di promuovere la cultura cinematografica nella sua città e per alcuni anni, a partire dal 1995 collabora con l'assessore alla Cultura del comune di Roma Gianni Borgna e presenta nella Capitale la Semaine de la Critique del Festival di Cannes divenendo il curatore dell'annuale rassegna "Le vie del cinema, da Cannes a Roma" insieme a Georgette Ranucci. Per le 18 edizioni che si susseguono diventa punto di riferimento per l’Ambasciata e l’Accademia di Francia, collaborando alla realizzazione e all' ideazione di eventi, anteprime e convegni collegati alla manifestazione che ripropone i film del Festival di Cannes a Roma, organizzata dall’Anec Lazio e promossa dal comune di Roma .
Dal 2015 è presidente dell'Associazione Nazionale Autori Cinematografici. Tra le prime iniziative del suo mandato c'è la creazione del "Premio Carlo Lizzani", premio collaterale della Mostra internazionale d'arte cinematografica di Venezia che è assegnato ogni anno all'esercente italiano che abbia rivolto una particolare attenzione al cinema italiano di qualità, programmandolo nella propria sala.
Dal 2018 è membro del Consiglio Direttivo dell'Accademia del Cinema David di Donatello  e del Consiglio di Sorveglianza della SIAE.
È inoltre giurato del premio Strega.
Nel 2019 fonda con Umberto Marino, Nicola Guaglianone e Gabriele Mainetti la scuola di sceneggiatura intitolata a Leo Benvenuti i cui corsi si tengono alla Casa del cinema di Roma e ne diviene il presidente.
Nel 2022 gli viene consegnato per l'ANAC a Gorizia il premio "Sergio Amidei per la cultura cinematografica".
Come direttore di France Odeon ha ideato e curato i convegni: Italia, Francia e le infrastrutture europee della cultura (2020) Il restauro, DNA italo-francese: dall’arte al cinema - Firenze : Institut Français (2019); Italia, Francia: Immaginario comune - Firenze : Institut Français (2018); Ragazzi bene educati (alle immagini) - Formazione e educazione all'immagine - Firenze: Palazzo Sacrati Strozzi (2017); Le società degli Autori: Italia e Francia, esperienze a confronto - Firenze: Cinema La Compagnia (2016); Roma-Parigi: Il cinema come fattore trainante dello sviluppo socio-economico di una metropoli e del suo territorio - Roma: Ambasciata di Francia-Palazzo Farnese (2015); Cinema: direzione Centro - Firenze: Palazzo Sacrati Strozzi (2015); Belle toujours: la legge francese del cinema - Firenze: Palazzo Sacrati Strozzi (2014).

## Filmografia

### Regista
- I taràssachi, regia di Francesco Ranieri Martinotti, Rocco Mortelliti e Fulvio Ottaviano (1989)
- Singolo, regia di Francesco Ranieri Martinotti (1989)
- Overdose, regia di Francesco Ranieri Martinotti, Rocco Mortelliti e Fulvio Ottaviano – cortometraggio (1990)
- Abissinia (1993)
- Branchie (1999)
- Un altro mondo è possibile, registi vari – documento collettivo (2001)
- Lettere dalla Palestina, registi vari – documentario (2002)
- Ti lascio perché ti amo troppo (2006)
- La seconda volta non si scorda mai (2008)
- Il segreto d'Otello (2015)
- Barbieri d'Italia (2016)
- L'onda lunga. Storia extra-ordinaria di un'associazione (2021)[6]
- Passione cinema (2022)
- La donna che riapriva i teatri (2023)

### Sceneggiatore
- I taràssachi, regia di Francesco Ranieri Martinotti, Rocco Mortelliti e Fulvio Ottaviano (1989)
- Abissinia, regia di Francesco Ranieri Martinotti (1993)
- Cresceranno i carciofi a Mimongo, regia di Fulvio Ottaviano (1996)
- Abbiamo solo fatto l'amore, regia di Fulvio Ottaviano (1998)
- Il bambino sull'acqua, regia di Paolo Bianchini – film TV (2005)
- Ti lascio perché ti amo troppo, regia di Francesco Ranieri Martinotti (2006)
- La seconda volta non si scorda mai, regia di Francesco Ranieri Martinotti (2008)
- Comboni (2008)
- L’Assalto (2014)
- Duisburg: linea di sangue (2019)

### Produttore
- Quore, regia di Federica Pontremoli (2002)
- Cresceranno i carciofi a Mimongo, regia di Fulvio Ottaviano (1996)

### Scenografo
- Cresceranno i carciofi a Mimongo, regia di Fulvio Ottaviano (1996)

## Riconoscimenti
- David di Donatello 1994: miglior regista esordiente per Abissinia;
- David di Donatello 1997: candidatura al miglior produttore per Cresceranno i carciofi a Mimongo.